# SciTE
SciTE(SCIntilla based Text Editor)는 Scintilla 편집 컴포넌트를 사용하여 Neil Hodgson이 개발한 크로스 플랫폼 문서 편집기이다. 라이선스는 HPND(Historical Permission Notice and Disclaimer)의 미니멀 버전이다.
속도를 위해 가볍게 만들어졌으며 주로 소스 코드 편집용으로 설계되었고 여러 언어에 대해 구문 강조와 인라인 함수 참조를 수행한다. USB 플래시 드라이브에 사용할 것을 염두에 둔 마이크로소프트 윈도우용의 독립적인 .exe 파일이 존재한다. SciTE는 Geany, 노트패드++ 등의 Scintilla 기반 컴포넌트에 기반한 다른 편집기들과 일부 기능을 공유한다.

## 같이 보기
- 문서 편집기 목록